# Смольянова, Елена Александровна
Елена Александровна Смольянова (узб. Elena Aleksandrovna Smolyanova; 16 февраля 1986 года, Ангрен, Ташкентская область, Узбекская ССР) — легкоатлетка Узбекистана, специализирующаяся в толкании ядра, мастер спорта Республики Узбекистан международного класса. Чемпионка Азии в толкании ядра, призёр Азиатских игр в помещении, участница Летних Олимпийских игр 2012.

## Карьера
С 2009 года начала выступать на международной арене. В этом году в Бишкеке (Кыргызстан) заняла второе место с результатом 14.85 м в толкании ядра.
В 2012 году в Бишкеке (Кыргызстан) на международном соревновании на призы Олимпийской чемпионки — Татьяны Колпаковой завоевала первое место с результатом 17.02. На Чемпионате Казахстана по лёгкой атлетике в Алма-Ате также была первой с результатом 17.68. Однако на XXX Летних Олимпийских играх в Лондоне (Великобритания) в квалификации толкнула ядро на 14.43 м и заняла лишь 30 место, не пройдя в финал турнира.
В 2014 году на Летних Азиатских играх в Инчхон (Республика Корея) с результатом 15.45 м заняла седьмое место.
В 2016 году выступила крайне неудачно и на Кубке Ташкента с результатом 13.48 м в толкании ядра была лишь второй.
В 2017 году на Азиатских играх в помещении в Ашхабаде (Туркменистан) в соревновании по толканию ядра завоевала серебряную медаль с результатом 15.60 м. На международном соревновании «Мемориал Гусмана Косанова» в Алма-Ате (Казахстан) завоевала бронзу с результатом 15.06 м.
В 2018 году на Чемпионате Азии по лёгкой атлетике в помещении в Тегеране (Иран) с результатом 15.54 метров в толкании ядра выиграла золотую медаль. На Летних Азиатских играх в Джакарте (Индонезия) толкнула ядро на 15.74 м, но заняла всего лишь пятое место. В Бишкеке (Кыргызстан) на международном соревновании на призы Олимпийской чемпионки — Татьяны Колпаковой завоевала первое место с результатом 17.12 м. На Кубке Узбекистана в Ташкенте с результатом 16.27 м также была первой.
В 2019 году завершила спортивную карьеру и пошла служить в Национальную гвардию Узбекистана.